# Главен вододел на България
Главният вододел на България разделя водите на реките, извиращи на територията на Република България между Черноморска отточна област и Беломорска отточна област.

## Водосборни басейни
Цялата територия на България от 111 хил. km2 попада в два водосборни басейна – Черноморска отточна област и Беломорска отточна област, съответно оттичащи се към Черно море и Бяло море (Егейско море). Към Черноморската се отнасят 57% (или 63 270 km2) от площта на страната, в т.ч. – към водосборния басейн на река Дунав 45% (или 49 950 km2), а останалите 12% (или 13 320 km2) – на реките, вливащи се директно в Черно море. Към Беломорската отточна област се отнасят останалите 43% (или 47 730 km2), в т.ч. водосборен басейн на река Марица – 71,6% (или 34 166 km2), река Струма – 22,6% (или 10 797 km2) и река Места – 5,8% (или 2767 km2).

## Описание на вододела
Главният вододел започва от границата ни със Сърбия в планината Боховска, продължава на изток, пресича планините Еловишка, Ерулска и Любаш, завива на север по билото на Завалска планина, а след това на югоизток по билото на планината Вискяр до най-високия ѝ връх Мечи камък (1077 m). В този си участък главният вододел в България отделя водосборните басейни на реките Нишава на север и Струма на юг.
От Мечи камък вододелът продължава на югоизток по билата на планините Вискяр и Люлин, пресича Владайската седловина (860 m) и се изкачва на югоизток по склоновете на Витоша до най-високия ѝ връх Черни връх (2290 m). Оттам продължава на юг, пресича Бука-Преслапската седловина, завива на югоизток по билото на планината Верила, пресича Клисурската седловина (1092 m) и достига Рила планина.
В Рила през Белчинска планина (Лакатишка Рила) вододелът върви първоначално на юг, а след това на югоизток до първенеца на дяла връх Зекирица (1734 m). След това на югозапад от върха преминава през седловината между водосборните басейни на реките Джерман на запад и Черни Искър на изток, и се изкачва по рида между циркусите на Седемте рилски езера и Чанакгьолските (Паничишките) езера, даващи начало на съответните две реки. След връх Харамията (Хайдута) (2465 m) достига в посока юг седловината Раздела и връх Дамга (Вазов връх) (2670 m), образува дъга на югоизток по билото над Урдини езера през Додов връх (2661 m), и вече в източна посока достига връх Мальовица (2729 m). От него през множество остри върхове, включително и първенеца на Северозападна Рила Голям Купен (2731 m) – първоначално на изток, а след това на югоизток слиза на седловината Кобилино бранище (2145 m). Вече в Средна Рила отново се изкачва по билото на Водни чал (2683 m) и Маринковица в югоизточна посока, и достига връх Възела (2581 m), откъдето с нова дъга – този път на юг и югозапад през връх Шишковица (2669 m) достига до връх Йосифица (2697 m) над Рибни езера, а след него и до най-южната си точка (?) – връх Канарата (2691 m). Той е основен хидрографски, както и орографски възел в Рила. В този си участък вододелът разграничава водосборните басейни на река Искър на североизток и на река Струма на запад и югозапад.
От връх Канарата вододелът продължава на изток, след седловината Горни Куки преминава в Източна Рила, а при връх Ковач (2634 m) завива на север, и през седловината Джанка (Долни Куки) достига по билото до връх Мусала (2925 m), като тук водите на Искър на запад и север се отделят от водите на река Места на юг.
От връх Мусала до границата с Турция в планината Странджа главният вододел е граница между реките, оттичащи се към река Дунав, и реките, вливащи се директно в Черно море от една страна, и реките принадлежащи към водосборния басейн на река Марица от друга.
От връх Мусала границата продължава през върховете Иречек (2854 m) и Дено (2790 m), спуска се на север до Боровецката седловина, преминава по билото на рида Шумнатица, пресича западното гърбище на Септемврийски рид, навлиза във Вакарелска планина, минава източно от язовир „Искър“, завива на изток през седловината Ушите и село Вакарел, напуска Вакарелска планина, навлиза в рида Белица, изкачва се до най-високия му връх – Голяма Икуна (1221 m), завива на север, напуска рида Белица и по гърбището на рида Гълъбец достига до връх Звездец (1655 m) в Етрополска планина на Стара планина. В този си участък главният вододел служи за граница между водите, оттичащи се на запад и северозапад към река Искър, и на изток и югоизток към река Марица.
От връх Звездец в Етрополска планина до прохода Вратник (1097 m) главният вододел следи билото на Стара планина в посока изток, като в този си участък на север остават водосборните басейни на реките Искър, Вит, Осъм и Янтра, а на юг – на реките Марица и Тунджа.
От прохода Вратник започва границата между водосборните басейни на реките вливащи се директно в Черно море и реките принадлежащи към басейна на река Тунджа. Главният вододел следи билата на Сливенска и Стидовска планина, пресича Карнобатския проход (310 m) и продължава на изток по билото на Карнобатска планина до бившето село Рътлина. Оттам завива на юг, след това на запад по билото на възвишението Хисар и достига на югозапад до връх Асанбаир (515 m), най-високата точка на възвишението Бакаджици. От върха вододелът следи билото на възвишението на югоизток, преминава през няколко изолирани възвишения, достига до планината Странджа и се изкачва по билото ѝ до българо-турската граница, недалеч от село Странджа.